# حسابرسی عملکردی
حسابرسی عملکرد به بررسی برنامه ها، کارکرد ها، اعمال، یا سامانه مدیریتی و طرز کار نهاد غیرانتفاعی یا دولتی اطلاق می‌شود که برای این به کار می‌رود که دریابیم آیا آن نهاد منابع قابل دسترس خود را به طور اقتصادی، کارا و اثربخش بکار گرفته است یا خیر.